# Discografia de Daesung
A discografia de Daesung, um cantor e compositor sul-coreano, é composta por dois álbuns de estúdio, três extended plays (EPs) e doze singles. Em 2006, Daesung estreou como integrante do grupo masculino Big Bang e seu primeiro single solo de nome "Try Smiling", foi incluído no primeiro álbum de estúdio do grupo lançado no mesmo ano.
Sua estreia como solista ocorreu em 2008, através do lançamento do single digital "Look at Me, Gwisoon". Nos anos seguintes, Daesung continuou a lançar singles digitais, incluindo a canção "Cotton Candy" (2010), que tornou-se sua canção melhor posicionada na parada sul-coreana Gaon Digital Chart. Em 2013, Daesung iniciou sua incursão pelo mercado musical japonês lançando D'scover, seu primeiro álbum de estúdio, o mesmo atingiu a posição de número dois da Oricon Albums Chart. Mais tarde, ele lançou o single "I Love You", que posicionou-se em número cinco na Oricon Singles Chart. No ano seguinte, Daesung lançou o single digital "Rainy Rainy", seguido pelo seu segundo álbum de estúdio D'slove e pelo seu primeiro EP de nome Delight, onde este último posicionou-se no topo da Oricon Albums Chart. Após uma pausa de três anos, para dedicar-se as atividades promocionais do Big Bang, Daesung lançou os EPs D-Day e Delight 2, que atingiram as posições de número um e três respectivamente na Oricon Albums Chart. Com D-Day ele converteu-se no segundo artista solo masculino estrangeiro, a ter dois álbuns consecutivos em número um no Japão.

## Álbuns

### Álbuns de estúdio
| Título                                                                                                 | Melhores posições | Melhores posições | Vendas         |         |
| Título                                                                                                 | COR               | JAP               | Vendas         |         |
| Japonês                                                                                                | Japonês           | Japonês           | Japonês        | Japonês |
| --- | ----------------- | ----------------- | -------------- | ------- |
| D'scover - Lançamento: 27 de fevereiro de 2013 - Gravadora: YGEX - Formatos: CD, DVD, download digital | —                 | 2                 | - : 55,334 mil |         |
| D'slove - Lançamento: 16 de julho de 2014 - Gravadora: YGEX - Formato: CD, DVD, download digital       | —                 | 2                 | - : 45,205 mil |         |
| "—" indica lançamentos que não figuraram nas paradas ou não foram lançados nessa região.               |                   |                   |                |         |

### Extended plays (EPs)
| Título                                                                                                 | Melhores posições | Melhores posições | Vendas         |         |
| Título                                                                                                 | COR               | JAP               | Vendas         |         |
| Japonês                                                                                                | Japonês           | Japonês           | Japonês        | Japonês |
| --- | ----------------- | ----------------- | -------------- | ------- |
| Delight - Lançamento: 29 de outubro de 2014 - Gravadora: YGEX - Formatos: CD, DVD, download digital    | —                 | 1                 | - : 79,853 mil |         |
| D-Day - Lançamento: 12 de abril de 2017 - Gravadora: YGEX - Formatos: CD, DVD, download digital        | —                 | 1                 | - : 55,171 mil |         |
| Delight 2 - Lançamento: 20 de dezembro de 2017 - Gravadora: YGEX - Formatos: CD, DVD, download digital | —                 | 3                 | - : 47,500 mil |         |
| "—" indica lançamentos que não figuraram nas paradas ou não foram lançados nessa região.               |                   |                   |                |         |

## Singles

### Como artista principal
| Ano | Título                | Melhores posições | Melhores posições | Melhores posições | Melhores posições | Vendas               | Álbum                     |
| Ano | Título                | COR               | COR               | JAP               | JAP               | Vendas               | Álbum                     |
| Ano | Título                | Gaon              | Hot 100           | Oricon            | Hot 100           | Vendas               | Álbum                     |
| Coreano | Coreano               | Coreano           | Coreano           | Coreano           | Coreano           | Coreano              | Coreano                   |
| --- | --------------------- | ----------------- | ----------------- | ----------------- | ----------------- | -------------------- | ------------------------- |
| 2006 | "Try Smiling"         | *                 | *                 | —                 | —                 | -                    | Big Bang Vol.1-Since 2007 |
| 2008 | "Look at Me, Gwisoon" | *                 | *                 | —                 | 56                | - : 28,935 mil       | Single sem álbum          |
| 2009 | "Big Hit"             | *                 | *                 | —                 | —                 | -                    | Single sem álbum          |
| 2010 | Cotton Candy          | 7                 | *                 | —                 | —                 | -                    | Single sem álbum          |
| 2011 | "Baby Don't Cry"      | 30                | *                 | —                 | —                 | - : 368,679 mil      | Big Bang Special Edition  |
| 2011 | "Lunatic"             | 51                | 68                | —                 | —                 | - : 187,651 mil      | Single sem álbum          |
| 2012 | "Wings"               | 8                 | 13                | —                 | —                 | - : 1,096,474 milhão | Alive                     |
| Japonês |                       |                   |                   |                   |                   |                      |                           |
| 2013 | "Singer’s Ballad"     | —                 | —                 | —                 | 68                | -                    | D'scover                  |
| 2013 | "I Love You"          | —                 | —                 | 5                 | 13                | - : 34,644 mil       | D'slove                   |
| 2014 | "Rainy Rainy"         | —                 | *                 | —                 | —                 | -                    | D'slove                   |
| 2017 | "D-Day"               | —                 | *                 | —                 | —                 | -                    | D-Day                     |
| 2017 | "A•ze•cho"            | —                 | *                 | —                 | —                 | -                    | Delight 2                 |
| "—" indica lançamentos que não figuraram nas paradas ou não foram lançados nessa região. "*" indica que a parada não existia na época de lançamento da canção. |                       |                   |                   |                   |                   | -                    |                           |

### Singlesem colaboração
| Ano | Título                                                   | Melhores posições | Álbum            |
| Ano | Título                                                   | COR               | Álbum            |
| --- | -------------------------------------------------------- | ----------------- | ---------------- |
| 2007 | "Now We" (Nemo com participação de Daesung)              | *                 | Single sem álbum |
| 2008 | "Family Day" (com o elenco do programa Family Outing)    | *                 | Single sem álbum |
| 2010 | "How Did We Get" (Lee Hyori com participação de Daesung) | 8                 | H-Logic          |
| 2013 | "To You My Beloved" (Gummy com participação de Daesung)  | —                 | Fate(s)          |
| "—" indica lançamentos que não figuraram nas paradas ou não foram lançados nessa região. "*" indica que a parada não existia na época de lançamento da canção. |                                                          |                   |                  |